# Mace Windu
Mace Windu is een personage uit de Star Wars-saga. Hij werd vertolkt door acteur Samuel L. Jackson in Episode I, Episode II en Episode III. Windu is naast Yoda een van de machtigste Jedimeesters ooit.

## Achtergrond
Het concept voor het personage Mace Windu bestond al sinds het Star Wars-project van start ging in 1973. Hij zou oorspronkelijk de verteller van het verhaal zijn. Uiteindelijk werd dit idee geschrapt. Toen George Lucas begon te werken aan de drie prequelfilms, besloot hij Mace Windu alsnog een rol in het verhaal te geven.
Mace Windu is het enige Star Wars-personage dat vecht met een paars lichtzwaard. Acteur Samuel L. Jackson vroeg hier specifiek om als een soort tegenprestatie om mee te spelen in de films. De reden dat Jackson dit wilde was zodat zijn personage makkelijk herkenbaar en duidelijk te onderscheiden van de andere Jedi zou zijn.

## Episode I: The Phantom Menace
Mace Windu is een van de sterkste overblijvende Jedi in de Jediraad. Hij is even sterk als Yoda wijs is. Voor de Jedi is hij hun belangrijkste vertegenwoordiger in de politiek. Mace Windu is een seniorlid van de Raad, Grootmeester van de orde, en heeft derhalve een zeer sterke positie. Alleen Yoda staat boven hem, aangezien Yoda alle wijsheid beschikt, ondanks dat Mace Windu de Grootmeester is. In Episode I krijgt Windu over de terugkeer van de Sith te horen van Qui-Gon Jinn. Jinn heeft ook de Uitverkorene (Chosen One) ontdekt, die volgens een profetie de Sith zal verslaan en de Kracht weer in balans zal brengen. Eerst is de hele Raad, inclusief Mace Windu tegen de training van Uitverkorene Anakin Skywalker. Wanneer Qui-Gon Jinn wordt gedood door Darth Maul, gaat de Raad toch akkoord met Skywalkers training onder Obi-Wan Kenobi.

## Episode II: Attack of the Clones
Het is tien jaar na Episode I als de Galactische Republiek wordt bedreigd door de Separatisten onder leiding van een afvallige Jedi, Graaf Dooku. Er is een mysterieus Kloonleger dat besteld is voor de Republiek. Terwijl Yoda de Clone Troopers verder inspecteert, gaat Mace Windu met 200 Jedi naar Geonosis als blijkt dat Obi-Wan en Anakin, samen met Senator Padmé Amidala worden veroordeeld tot de dood door onder andere Dooku en Nute Gunray. Windu en de 200 Jedi omsingelen de Arena. Maar Dooku is niet onder de indruk. Hij laat de pas gemaakte Battle Droid en Super Battle Droid de Arena betreden. Mace Windu moet vechten voor zijn leven. Hij activeert de paarse kling van zijn lichtzwaard en vernietigt de ene na de andere Droid. Hij gaat ook de strijd aan met premiejager Jango Fett, die hij onthoofdt. Wanneer er slechts enkele Jedi over zijn, arriveert Yoda met de Clone Troopers. De Troopers gaan de strijd aan met de Droids en de Jedi, waaronder Mace Windu, voeren hen aan als Generaals. Yoda wordt hierdoor bekroond als Grootmeester door Mace Windu. De Kloonoorlogen zijn begonnen.

## Episode III: Revenge of the Sith
Zijn belangrijkste rol in Episode III is dat hij Anakin Skywalker in de Jediraad toeliet, maar hem niet de titel Jedimeester gaf. Anakin voelde zich beledigd. Windu vertrouwde Anakin niet. Ook was hij niet gesteld op zijn band met de Kanselier, die zijn machtsbasis flink had uitgebreid met drie extra termijnen in de Senaat. Niettemin ontdekte Skywalker dat Palpatine een Sith Lord was en vertelde het aan Mace Windu. Mace Windu beloofde dat, als dit waar was, hij Anakin in vertrouwen zou nemen. Mace nam Kit Fisto, Agen Kolar en Saesee Tiin met zich mee naar het kantoor van Palpatine. Mace Windu moest naar Palpatine toe om over te gaan tot een vreedzame overgang van de macht. Graaf Dooku en Generaal Grievous waren gedood en er kon dus met de Separatistische Raad worden onderhandeld. Maar Palpatine beweerde dat de Senaat niet over hem kon beslissen, aangezien hij de Senaat was. Windu zag dat hij zijn rode kling van zijn lichtzwaard activeerde en met de woorden dat dit verraad was, ging de Sith-Lord het duel aan met de vier Jedi-Meesters. Zodoende was hij ontmaskerd als Darth Sidious, Dark Lord of the Sith.
Tiin, Kolar en Fisto werden al snel vermoord door de sterke Sith-Meester. Mace Windu was echter een meester in de gevechtskunst. Met zijn zelfbedachte stijl (Vaapad) houdt hij stand. Na een lang intensief gevecht weet hij Palpatines lichtzwaard uit zijn handen te schoppen en drijft de nu ontwapende Sith in een hoek. Darth Sidious probeert Mace Windu nog te doden met krachtbliksems, maar Mace Windu kaatst deze terug met zijn lichtzwaard waardoor Palpatine verminkt raakt. Op dat moment rent Anakin binnen. Nadat de Jedi en de Sith hem proberen te overtuigen van hun gelijk, zegt Anakin tegen Mace dat hij hem niet moet vermoorden. Hij wil dat Palpatine blijft leven omdat hij hem mogelijk kan helpen Padmé in leven te houden. Als Mace toch wil toesteken, omdat hij Anakin niet begrijpt, haalt Anakin in een reflex zijn lichtzwaard tevoorschijn en hakt Mace een hand af. Onmiddellijk doodt Palpatine Mace met dodelijke krachtbliksem en werpt hem met de Kracht van het honderd verdieping hoge Senaatsgebouw af.

## Andere media
- Mace Windu heeft ook een grote rol in het Star Wars Expanded Universe, met name in de serie Star Wars: Clone Wars.
- In de film Star Wars: The Clone Wars (2008) spreekt Samuel L. Jackson het karakter Mace Windu in. In de daaropvolgende serie, Star Wars: The Clone Wars spreekt Terrence "T.C." Carson de stem van meester Windu in.
- Mace Windu verschijnt in een aflevering van Star Wars: Tales of the Jedi waarin hij op missie gaat met Count Dooku.
- Mace Windu is de enige Krachtgebruiker in de negen Star Wars-films met een paarse kling, in plaats van het gebruikelijke rood, groen of blauw.